# William Feller
William (Vilim) Feller, cuyo nombre original era Vilibald Srećko Feller (7 de julio de 1906 – 14 de enero de 1970), fue un matemático estadounidense de origen croata conocido por sus contribuciones a la teoría de la probabilidad.

## Biografía
Nació en Zagreb, donde realizó sus estudios primarios y dos años de matemáticas. A partir de 1925 continuó su formación en Gotinga, Alemania, donde se doctoró en 1926 bajo la supervisión de Richard Courant con una tesis titulada Über algebraisch rektifizierbare transzendente Kurven.
Feller fue profesor de la Universidad de Kiel desde 1928. Por sus discrepancias con el régimen Nazi huyó a Copenhague en 1933. También impartió clases en Suecia (Estocolmo and Lund). Finalmente, en 1939, emigró a los EE. UU. donde consiguió la ciudadanía en 1944.
Trabajó en las universidades de Brown y Cornell hasta que, en 1950, se incorporó a la de Princetown.
A lo largo de su carrera escribió 104 artículos y dos libros en temas tan variados como el análisis matemático, la teoría de la medida, el análisis funcional, la geometría y las ecuaciones diferenciales.
Fue uno de los principales probabilistas fuera de la Unión Soviética y contribuyó al estudio de la relación entre las cadenas de Markov y las ecuaciones diferenciales. Su tratado sobre la teoría de la probabilidad (en dos volúmenes) está considerado como una de las referencias básicas en la materia.
A pesar de haber pasado la mayor parte de su vida fuera de su Yugoslavia, siguió en contacto con sus parientes en el país y con sus colegas en la Universidad de Zagreb que visitó ocasionalmente y donde impartió cursos. Recibió numerosos premios y fue miembro honorario de varias universidades (Boston, Zagreb, Londres, Copenhague).

## Aportaciones
Numerosos resultados en teorías de la probabilidad están asociados a él, como los procesos de Feller, el test de explosión de Feller, el movimiento de Feller-Brown y el teorema de Lindberg-Feller. Sus libros han sido fundamentales para la popularización de la teoría de la probabilidad. Realizó contribuciones importantes en la teoría de la renovación,
los teoremas tauberianos, paseos aleatorios, procesos de difusión y la ley del logaritmo iterado.
Inició la publicación de la revista Mathematical Reviews.

## Honores
El asteroide (21276) Feller fue nombrado en su memoria.